# Innan Glyvur
Innan Glyvur [ˌɪnːan ˈgliːvʊɹ] és una localitat de l'illa de d'Eysturoy, a les illes Fèroe. Forma part del municipi de Sjóvar. L'1 de gener de 2021 tenia 38 habitants.
La localitat es troba a la riba esquerra del Skalafjørður, el fiord més gran de l'arxipèlag, entre els pobles de Skála i Strendur, la capital del municipi. Un sistema de muntanyes separen Innan Glymur de la riba esquerra de l'illa d'Eysturoy i de l'estret de Sundini. D'aquest sistema muntanyós en destaca el cim del Kambur, de 611 metres, situat just a l'oest del poble.
Innan Glybur va ser fundat el 1884, quan el matrimoni format per Jóhannes Poulsen (1856-1892) i Onnu Mariu (1856-1944) s'hi va instal·lar.